# Лютенге
Лю́тенге (Лютенга, якут. Лүүтэҥкэ; устар. Люютэнкэ) — река в Хангаласском улусе Якутии, правый приток Лены.

## Описание
Длина реки составляет 140 км, водосборная площадь — 1830 км².
Берёт начало на Приленском плато, на юге Хангаласского улуса, недалеко от границы с Алданским районом и федеральной трассы А360. Протекает полностью по территории Хангаласского улуса. Впадает в Лену (протока Тас-Орюс) севернее села Кердем, напротив города Покровска.
На реке Лютенге расположен посёлок Кердем (Жемконский 2-й наслег).

## Притоки
Объекты перечислены по порядку от устья к истоку.
- 22 км: Куон-Качах
- 54 км: Бэрдьигэстээх
- 72 км: Кэдьигэ(Улахан-Куудалыы)
- 88 км: Кураанах
- 96 км: Эсэлээх
- 100 км: Куудуман
- 110 км: река без названия

## Фотографии

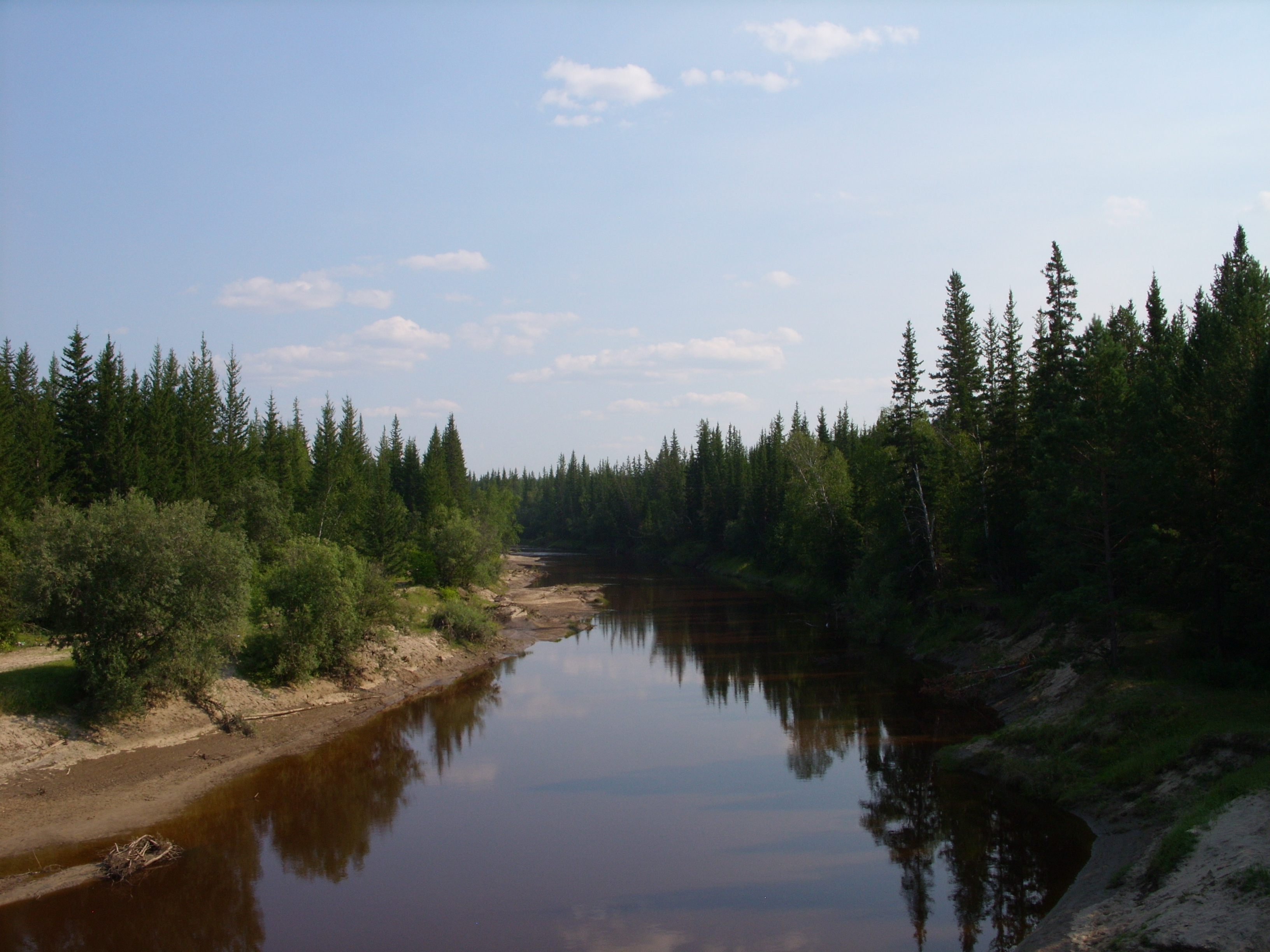
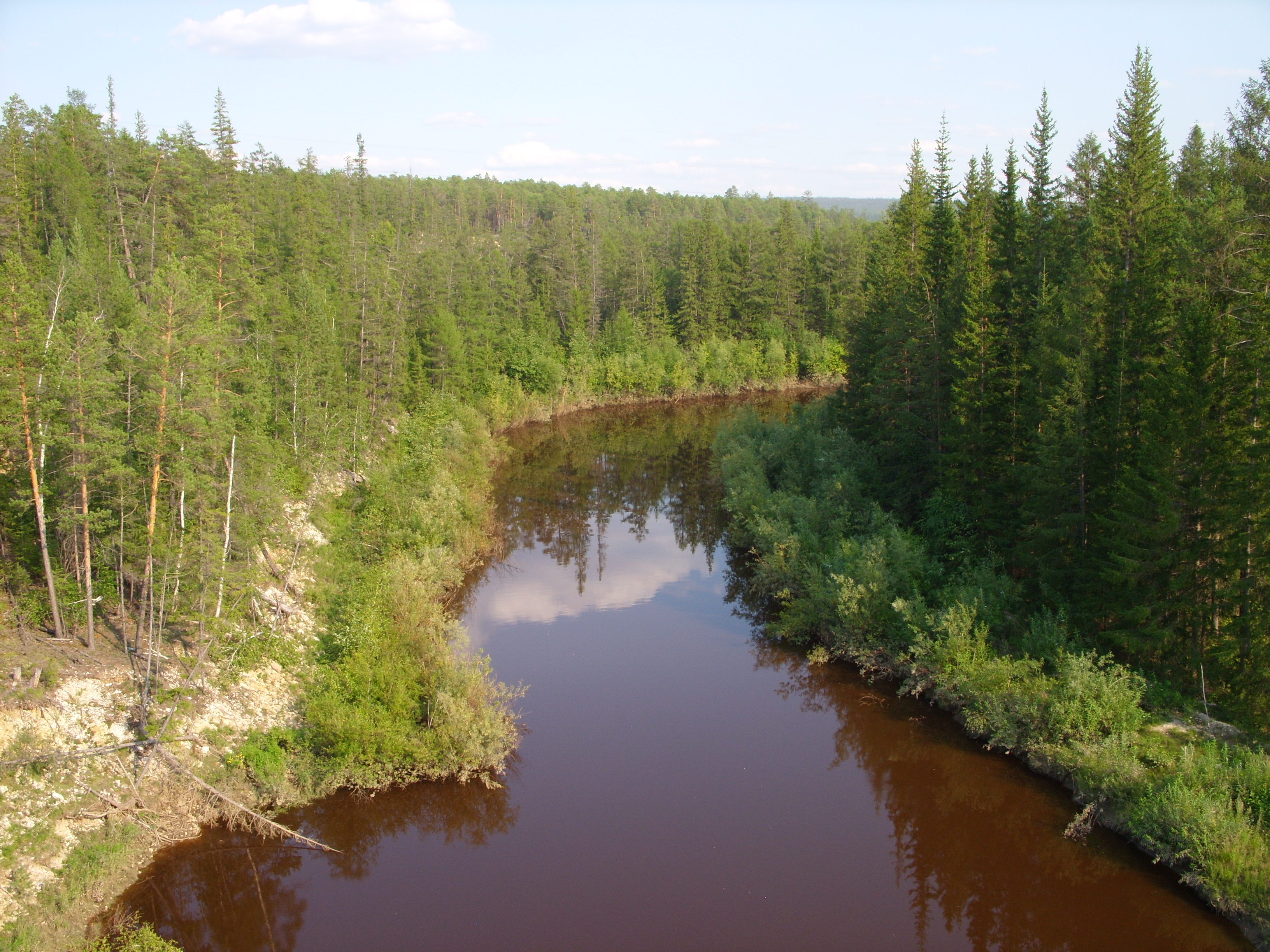
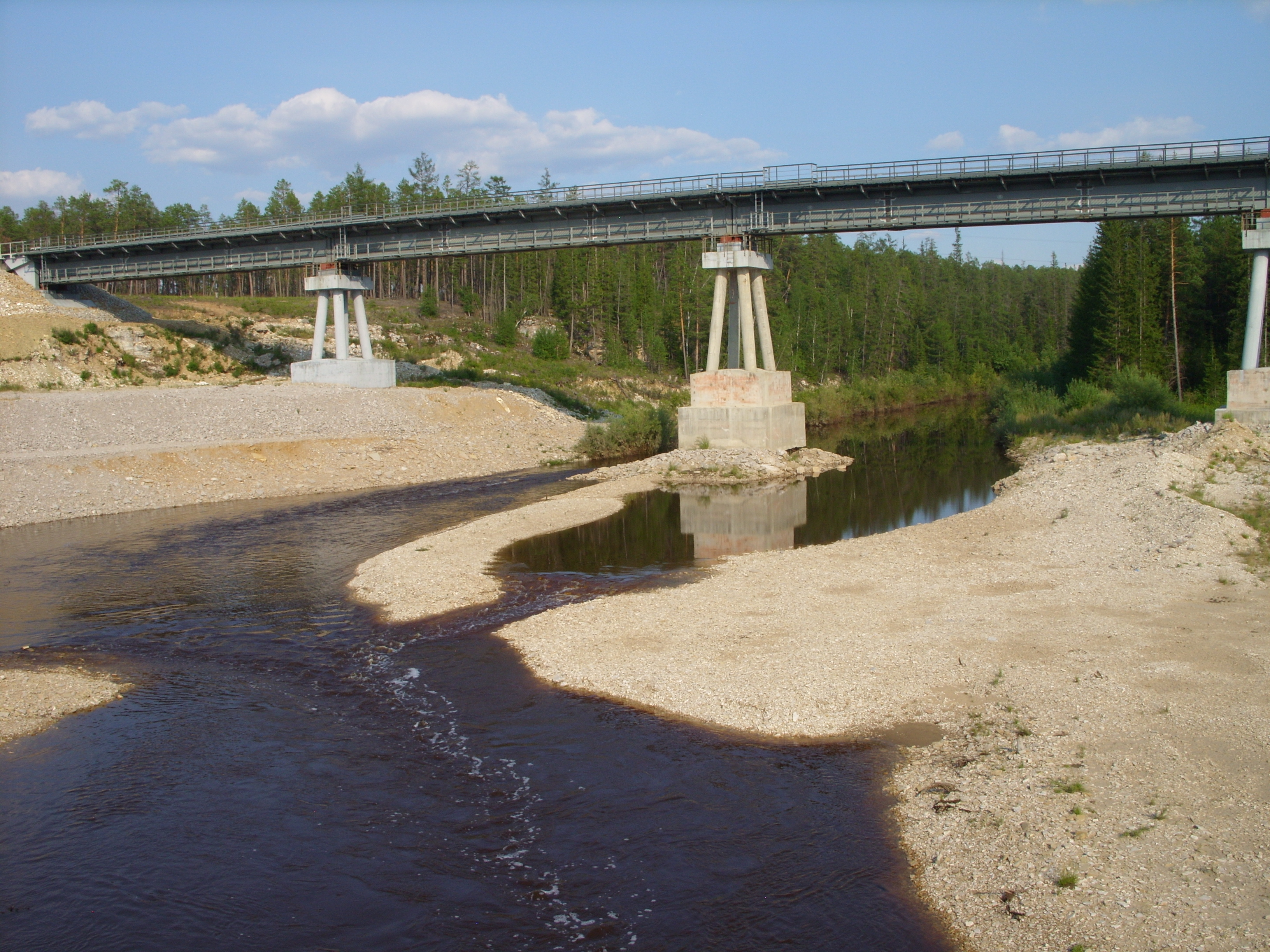
ЖД мост через реку
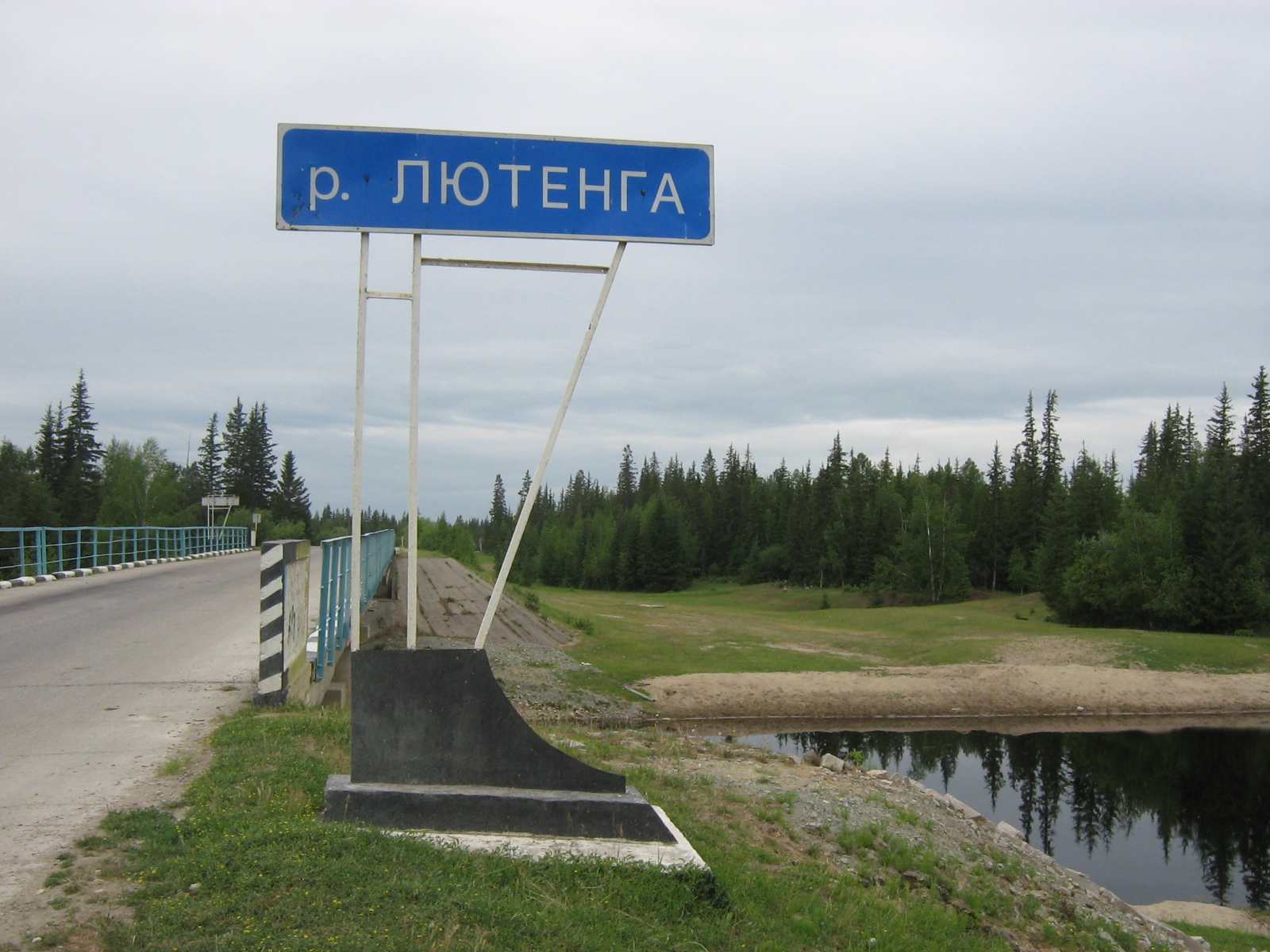
Автомост на трассе А360
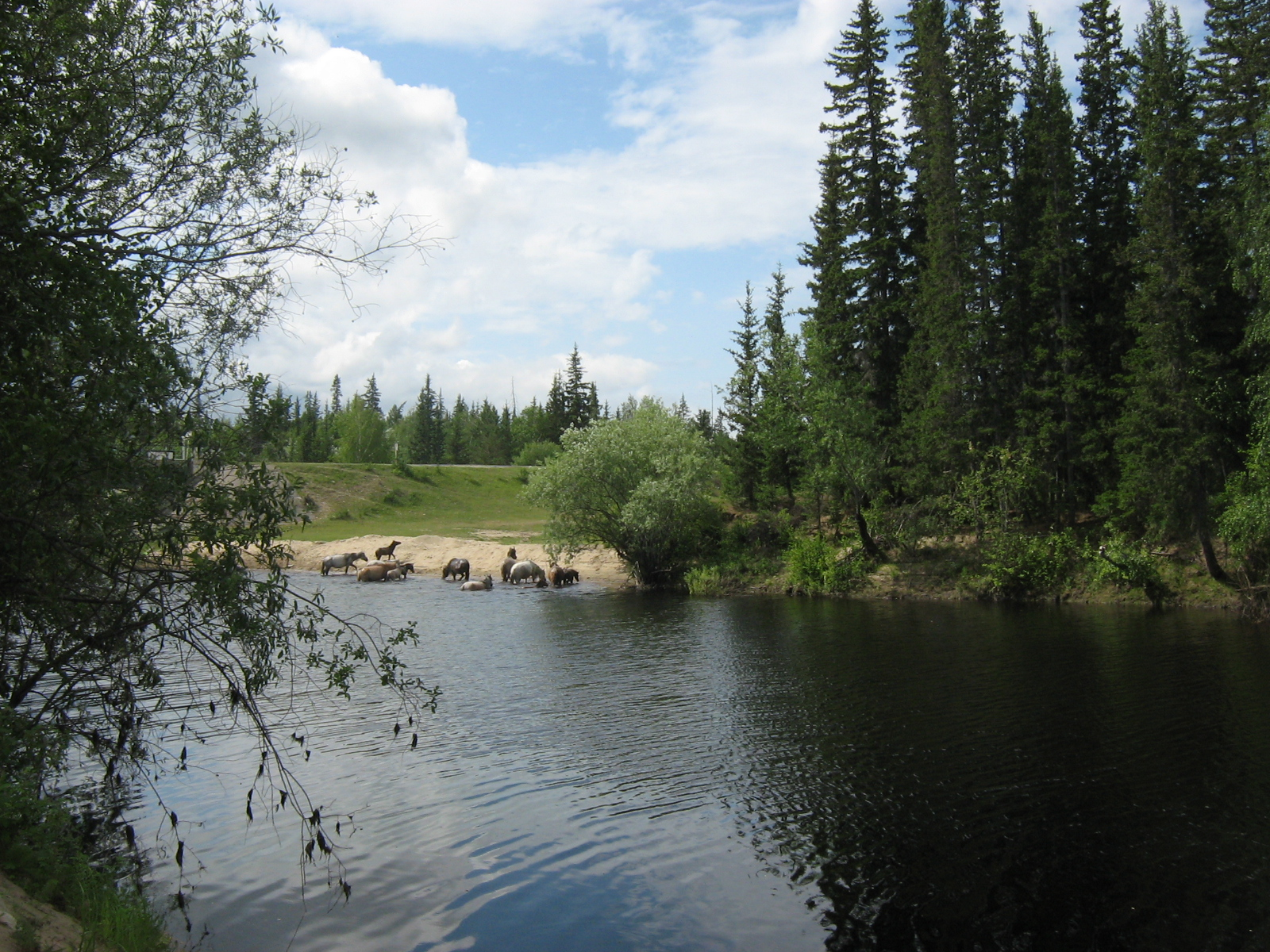
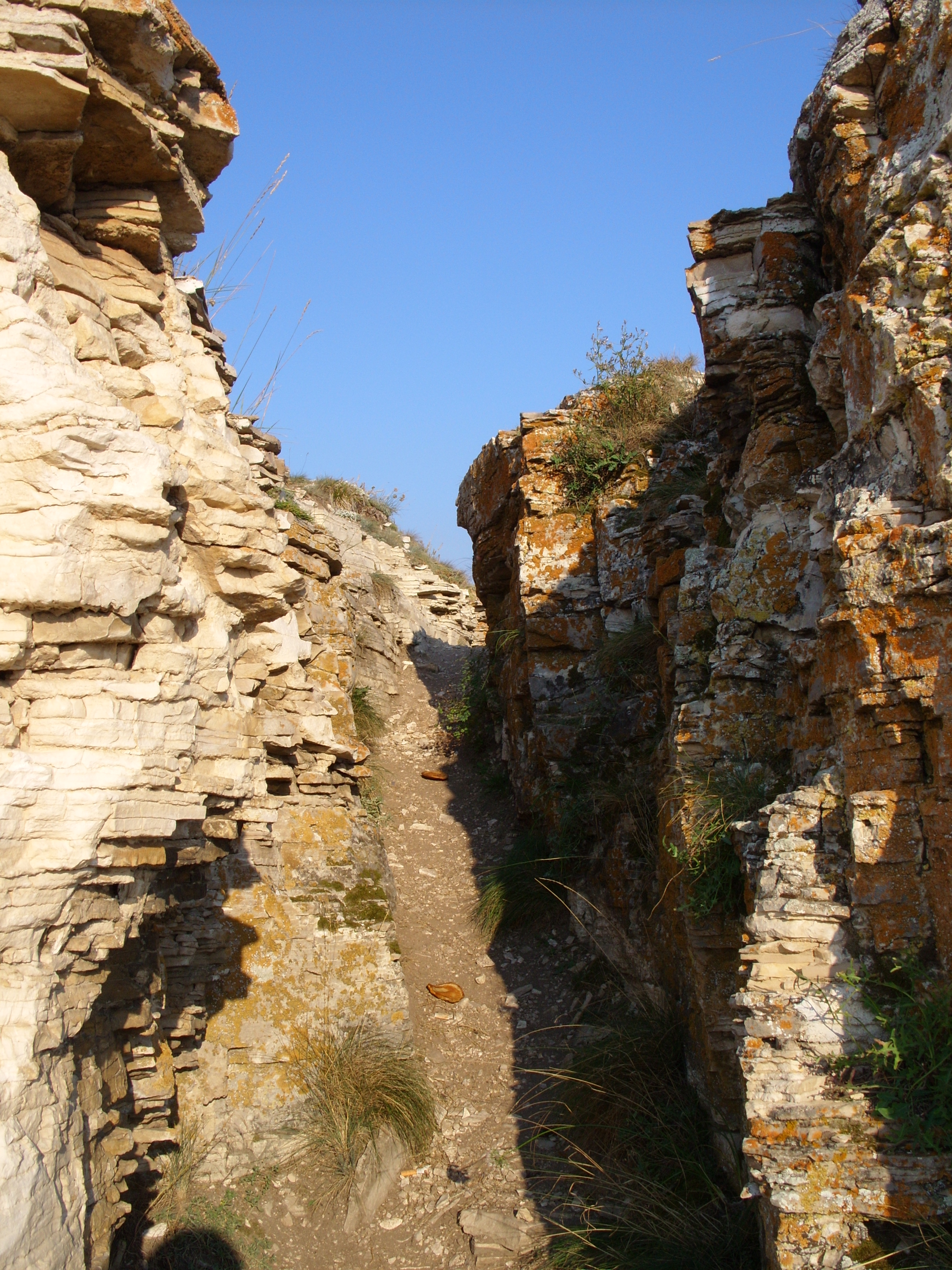
Скалы «Турук Хайа» на Лютенге